# Panzermacher

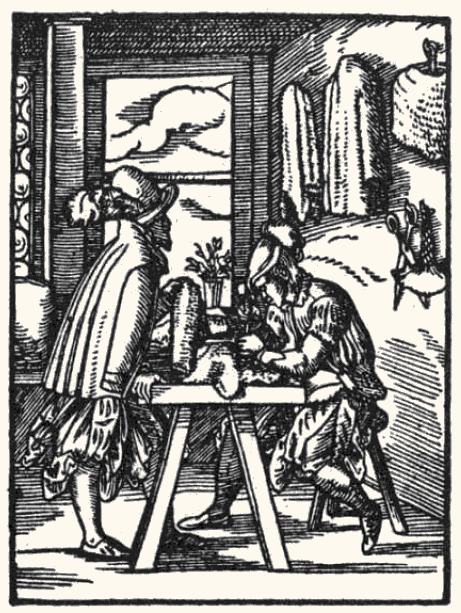
Der Pantzermacher aus Jost Ammans Ständebuch, 1568

Panzermacher (auch Salwürker, wahrscheinlich um 1480 korrumpiert aus Salwürcht, Sahl und Bord = Rand, Leiste, also Bortenmacher) nannte man generell die Hersteller von Panzer im Mittelalter und der frühen Neuzeit. Panzermacher gehörten zu den Handwerkern und waren in Zünften organisiert. Auch der Begriff Bruner war üblich (von dem keltischen Wort Brun für Brust), daher kommt auch das Wort Panzerhemd.
Man unterscheidet unter anderem nach Plattner (Harnischmacher) und Sarwürker/Sarworter (Panzermacher):
- Plattner stellten Plattenrüstungen her, einen Körperschutz aus Metallplatten, die mit Gelenken untereinander verbunden waren und mit Lederriemen an dem zu schützenden Körper bzw. an entsprechender Unterbekleidung verbunden wurde.
- Sarwürker/Sarworter stellten Kettenrüstungen her, einen Körperschutz aus Kettengeflecht, einem Verbund von kleinen vernieteten Metallringen. Der Begriff „Sarwürker“ kommt aus dem Süddeutschen, der Name „Sarworter“ aus dem Kölner Raum.[1]

Aus den Kölner Zunfturkunden geht hervor, wie die Ratsherren 1494 beschlossen, dass „sich die Panzermacher mit ihren Knechten und Jungen fortan an den Wortlaut ihres Amtsbriefes halten sollen und keine Mägde oder Frauen hantieren und arbeiten lassen sollen, wie es etliche Zeit hier geschehen ist.“
Spätestens im 17. Jahrhundert stellten die Panzermacher keine Panzer- oder Kettenhemden mehr wie im Spätmittelalter her, weil sie auf die Weiterverarbeitung von Draht zu Haken und Ösen umgestiegen waren, denn Rüstungen in der überkommenen Form wurden nicht mehr benötigt. Ende des 18. Jahrhunderts waren sie weitgehend von den Kaufleuten abhängig, welche ihre Produkte absetzten. Die Panzermacher selbst beschäftigten Frauen und Kinder als Lohnarbeiter, was zur Aushöhlung der Zunftstatuten beitrug, die die Eigenarbeit der Meister zur Bedingung hatten. 1792 stellte im Dortmunder Raum eine staatliche Kommission eine neue Zunftordnung für die sogenannte Panzerfabrik auf (siehe Panzerwaren), an der Spitze der sozialen Hierarchie der Panzermacher standen nun die Reidemeister. Die ehemals so berühmten Panzermacher von Iserlohn lieferten Ketten, Fischangeln, Haken, Steck-, Strick-, Näh-, Tambour- und Spicknadeln besonderer Güte.

## Altertümliche Abbildungen
Der Panzermacher von 1425 und 1433 im Hausbuch der Mendelschen Zwölfbrüderstiftung zu Nürnberg hat eine  Zange zur Hand, während in der Darstellung von 1484 in der Werkbank ein kleiner Amboss oder Sperrhaken steckt, in der Hand hat der Handwerker eine große Zange und neben ihm liegen ein Hammer und einige lose Ringe. Im Ständebuch von Jost Amman hat der Panzermacher ein dornähnliches Gerät in der Hand und für die Fertigung der Futter für Kettenhemden, hängt eine Schneiderschere an der Wand. Es sind Darstellungen aus der Endphase einer Handwerkskunst, von deren Anfängen Hans Sachs, wie auch bei ähnlichen Angaben zur Herkunft anderer Künste, offensichtlich in Kenntnis antiker Überlieferungen sagt "Midias Pantzermachn fieng an". Gemeint sein dürfte Midia in Böotien oder wahrscheinlicher noch Midia in Argion auf der Halbinsel Morea im Norden des Peloponnes.

## Gedicht
Der "Pantzermacher" in Jost Ammans Werk "Stände und Handwerker", mit Versen von Hans Sachs:
Ich bin ein Pantzermacher frembd / Ich mach die Stählen Pantzerhembd / Auch Pantzer Ermel und Pantzerstrich / Die man tregt / offen und heimlich / Auch von Pantzer gut Stählen Krägn / Ich kan auch Pantzer rolln und fegn / Wo sie mit Rost anlauffen thon / Midias fieng an.